# Flamur Aljiji

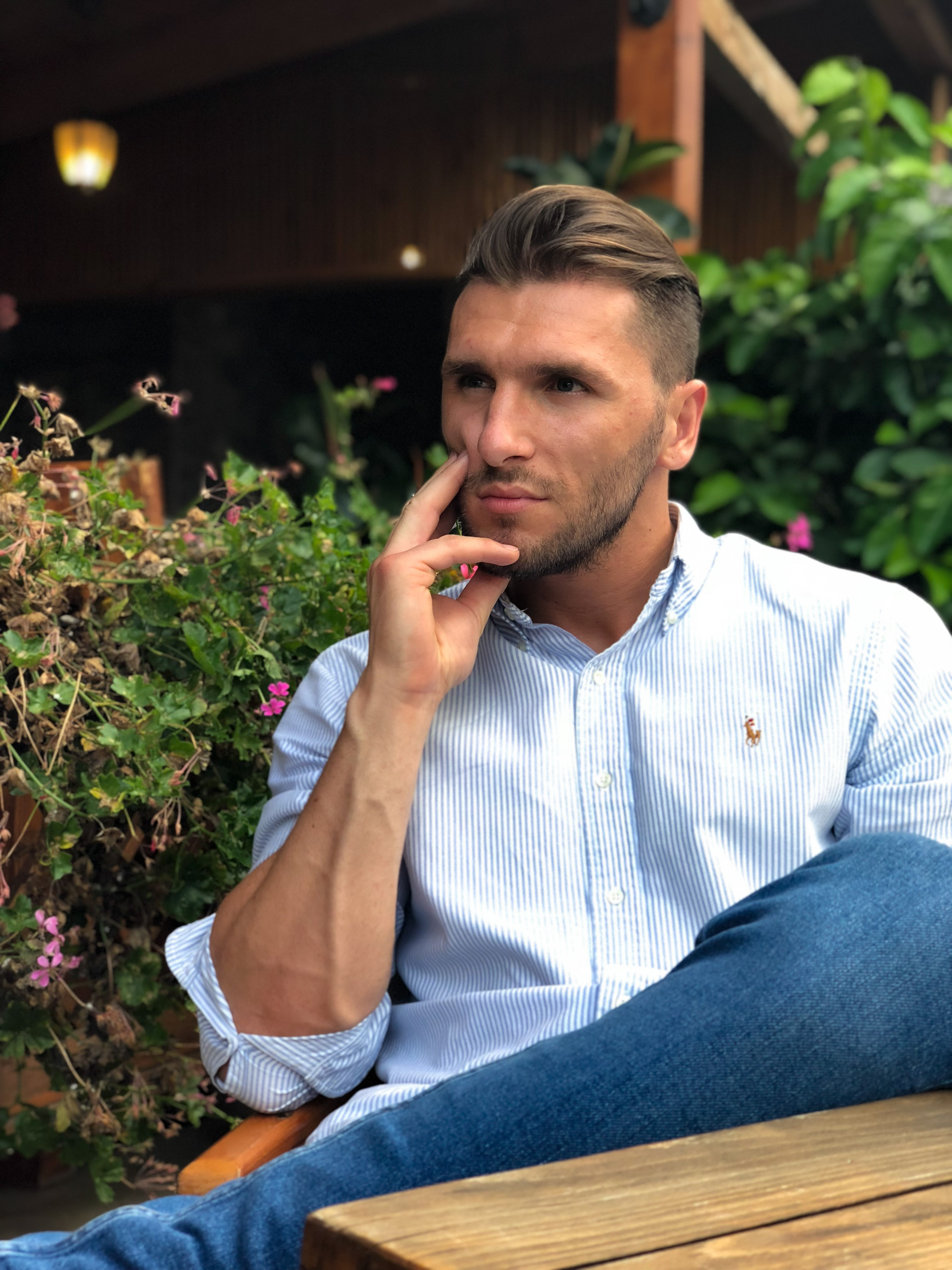
Aljiji (2018)

Flamur Aljiji (* 28. November 1991 in Tetovo, Mazedonien) ist ein deutsch-albanischer Filmschauspieler.

## Leben und Wirken
Flamur Aljiji wurde in Tetovo, Nordmazedonien, geboren und wuchs in Tearce auf; seine Eltern sind albanischer Abstammung. Während seiner Ausbildung im Pflegebereich wirkte er bereits als Komparse an verschiedenen Filmprojekten mit. Im Laufe der Zeit übernahm er Rollen am Ballhaus-Theater in Berlin und bekam gleichzeitig seine erste Fernsehrolle in der deutschen Seifenoper Gute Zeiten, schlechte Zeiten. 
2015 wurde Aljiji für seinen ersten Kinospielfilm, Der Nanny, besetzt. Im Anschluss stand er für verschiedene Kinofilme vor der Kamera, unter anderem für den Kurz-Spielfilm Emma und die Wut, in dem er die Rolle eines geistig gestörten Patienten spielte. Im selben Jahr übernahm er die Rolle eines Taxifahrers in dem Independent-Kinofilm Fikkefuchs.
Im Jahre 2018 bekam Aljiji seine erste englischsprachige Hauptrolle in dem 30-minütigen Kurzfilm Chocolate Man, der für das SWR Fernsehen produziert wurde. Im Jahr 2022 gründete der Schauspieler seine eigene Kleidungsbrand „flamí“.

## Filmografie (Auswahl)
- 2014: Ballhaus Theater Berlin
- 2014, 2016: Gute Zeiten, schlechte Zeiten (Fernsehserie; Nebenrolle)
- 2015: Das Grundgesetz
- 2015: Der Nanny
- 2017: Emma und die Wut
- 2017: Breakfast in the Rain
- 2018: Tigrat (Kosovarische Serie)
- 2017: Fikkefuchs
- 2018: Vengeance
- 2018: Eifersucht
- 2018: Failing With Purpose
- 2018: Chocolate Man
- 2018: Orpheus’ Song
- 2019: Der Mentor
- 2019: Drunk
- 2019: Rampensau
- 2019: Five
- 2020: Cka ka Shpija
- 2021: Tatort Mittelalter
- 2023: Liebe – ZDF Informationssendung
- 2024–2025: Aktenzeichen XY … ungelöst – ZDF (2 Folgen)